# Blacklace
Blacklace war eine US-amerikanische Heavy-Metal-Band mit weiblichem Gesang, die Mitte der 1980er Jahre aktiv war.

## Geschichte
Die im New Yorker Stadtteil Bronx ansässigen Schulbands, in denen die Brüder Carlo (Gitarre) und Anthony Fragnito (Bass) einerseits und die Sängerin Maryann Scandiffio andererseits tätig waren, brachen gegen Ende 1981 zur gleichen Zeit auseinander, sodass sich die drei und ein weiterer betätigungslos gewordener Kollege zusammenrauften, um eine Heavy-Metal-Band zu gründen. Der Name Blacklace, der mit „schwarzer Spitze“ oder „schwarzer Seide“ übersetzt werden kann, unterstrich die Besonderheit, ein weibliches Mitglied, das sich noch dazu aufreizend präsentierte, zu haben. Von ihrem als Angestellte bei Paramount Pictures in Manhattan verdienten Geld finanzierte Scandiffio der Gruppe eine Demoproduktion. Auf diesem Vorstellungstape ist der endgültige Schlagzeuger Steve Werner, den sie etwas später fanden, noch nicht zu hören. Nach dem nächsten, diesmal durch Gagen finanzierten, Demo On the Attack war die erste Band-Veröffentlichung der Beitrag Damn Cheater auf dem New-York-Metal-84-Sampler. Das belgische Metal-Label Mausoleum Records wurde durch die positiven Erwähnungen in der Metal-Presse auf die Band aufmerksam und nahm sie unter Vertrag. Zunächst platzierte das Label das Lied Born to Raise Hell auf dem hauseigenen Sampler Metal over America, dann folgte, alles noch immer im Jahr 1984, die LP Unlaced. Bei den Aufnahmen erhielt die Band Unterstützung vom Manowar-Gitarristen Ross „the Boss“ Friedman. Blacklace war im New Yorker Upstate Vorgruppe von Manowar gewesen und hatte dabei mit dem ebenfalls bronxstämmigen Ross the Boss Freundschaft geschlossen. Blacklace eröffnete außerdem Shows von Y&T, Twisted Sister, Loudness, Talas, Zebra und den Plasmatics. Des Weiteren wirkte Maryann Scandiffio am All-Star-Projekt Thrasher vom Rods-Schlagzeugers Carl Canedy mit. Als Headliner trat Blacklace schließlich am 5. Oktober 1985 beim von Mausoleum Records ausgerichteten Shockwave-Festival in der Limburghal in Genk auf, was vom Vertrauen des Labels in die Qualität seines Übersee-Acts zeugte. Dieses forcierte die Veröffentlichung des Nachfolgealbums Get It While It’s Hot, dem jedoch der Schnellschusscharakter an der Gleichtönigkeit anzumerken ist. Das beste Lied, Speed of Sound, fand 1986 eine Zweitverwertung auf der rockenden Frauen vorbehaltenen Kompilation Ladykillers von New Renaissance Records. Die Aufnahmen für das Album fanden in England statt.
Einhergehend mit dem finanziellen Niedergang von Mausoleum, sank der Stern von Blacklace, weil sich kein neues Label der Band annahm. Der genaue Auflösungszeitpunkt ist nicht bekannt. Carlo und Anthony Fragnito riefen 1988 eine neue Band ins Leben, deren Name Damn Cheetah sich vom Blacklace-Lied Damn Cheater ableitete. Von Maryann Scandiffio war lange nichts zu hören, es soll aber später ein Demoband unter ihrem Vornamen hergestellt worden sein. 1998 verdingte sie sich als Backgroundsängerin.
1994 (in der „Classix“-Serie) und 2002 (zusammengefasst) erfuhren die Alben Wiederveröffentlichungen auf CD. Für eine angebliche Reunion im Juli 2004 gab es keinerlei Hinweise.

## Stil
The BNR Metal Page klassifizierte das Repertoire als Hard Rock und „80’s Metal“. Kennzeichnend sei der raue Rock-’n’-Roll-Gesang. Textlich bewege man sich im Grenzbereich zum Glam Metal. Rockdetector legte sich auf die Zuordnung zum Hard Rock fest. Die Musik klinge ein wenig nach The Rods, meinte die Website metalmaidens.com. Die Metallian-Website gab an, bei der Musik seien Anflüge verschiedener Bands spürbar, angefangen bei Manowar und Hellion. Die meisten anderen würden an Warlock denken, wenn sie Blacklace hörten. Unlaced sei wahrscheinlich wegen verschiedener Aufnahmesessions (Ross the Boss habe ja nur drei Stücke produziert) etwas unausgewogen ausgefallen, dagegen sei Get It While It’s Hot vorzüglicher Heavy Metal von kompetenten Musikern.
Frank „Tank“ Kleiner meinte im Metal Hammer, Unlaced sei anfangs atmosphärisch arrangiert, rau gesungen und überzeuge mit guter Gitarrenarbeit, drifte dann jedoch in „amerikanische Biederkeit“ ab. Arno Hofmann zeigte sich in seinem Lexikoneintrag (US Metal Vol. 2) enttäuscht über die Belanglosigkeit der auf Get It While It’s Hot gebotenen Lieder, die er auf die Zurücknahme von Geschwindigkeit und Härte zurückführte.
Martin Popoff schrieb in seinem Buch The Collector’s Guide of Heavy Metal Volume 2: The Eighties über Unlaced, dass die Band typisch wie eine Rockband aus einem New Yorker Vorort klingt, mit einem „kleffenden“ Gesang. Optisch erinnere die Gruppe an Mötley Crüe, während sie mehr wie ältere Shrapnel klinge. In der Rezension zu Get It While It’s Hot merkte er an, dass die Gruppe die Lücke zwischen Wendy O. Williams und Doro Pesch füllt. Auf dem Album habe sich die Klangqualität deutlich verbessert. Die Gitarrenarbeit von Carlo Fragnito empfand er als wenig angenehm.

## Diskografie
- 1982(?): Demo (Demo, Eigenveröffentlichung)
- 1983: On the Attack (Demo, Eigenveröffentlichung)
- 1984: Unlaced (Album, Mausoleum Records)
- 1985: Get It While It’s Hot (Album, Mausoleum Records)
- 1985: Demo 1985 (Demo, Eigenveröffentlichung)
- 2002: Unlaced / Get It While It’s Hot (Kompilation, Mausoleum Records)